# Vanke
Vanke est une entreprise immobilière chinoise. Elle est créée en 1984. Son actionnaire principal est China Resources. 

## Histoire
En mars 2016, Vanke acquiert une partie des projets immobiliers de Shenzhen Metro pour l'équivalent de 9,3 milliards de dollars.
En janvier 2018, Vanke annonce l'acquisition de 20 centres-commerciaux en Chine pour 1,3 milliard de dollars, le vendeur étant CapitaLand, une entreprise singapourienne.